# Burschenschaft Normannia Jena
Die Burschenschaft Normannia zu Jena ist eine farbentragende, pflichtschlagende Studentenverbindung in Jena. Die Burschenschaft wurde am 14. Dezember 1999 an der Universität Jena gegründet. Gründungsmitglieder waren elf Studenten, die zuvor aus der Burschenschaft Jenensia zu Jena ausgeschlossen worden waren. Der Thüringer Verfassungsschutz sah die Burschenschaft in 2000 als „Sammelbecken für rechtsextreme Studenten und Neonazis“.

## Couleur und Wahlspruch
Das Burschenband trägt die Farben Schwarz-Weiß-Rot (von unten gelesen) mit goldener Perkussion. Schwarz und Rot werden dabei auf die Farben der Fahne der Urburschenschaft zurückgeführt. Weiß gilt laut Normannia als „Farbe der Unschuld, Reinheit, edlen Gesinnung und des germanistischen Prinzips (streng christlich-vaterländische Richtung innerhalb der frühen burschenschaftlichen Bewegung)“.
Der Wahlspruch lautet: In Treue fest!

## Geschichte

### Vorgeschichte
Die Burschenschaft Normannia zu Jena entstand als Abspaltung der am 2. Februar 1990 gegründeten Burschenschaft Jenensia zu Jena (DB). Diese hatte am Ende der 1990er Jahre mehrere Veranstaltungen mit rechtskonservativen bis rechtsextremen Referenten, darunter Alfred Mechtersheimer, Rolf Sauerzapf und Pater Lothar Groppe, organisiert. Am 1. Dezember 1999 referierte der Rechtsextremist Peter Dehoust über „Wiedergutmachung und kein Ende?“. Neben Vertretern anderer Burschenschaften nahmen auch bekannte Thüringer Neonazis wie Tino Brandt aus Rudolstadt – zu dem Zeitpunkt Mitarbeiter des rechtsextremen „Nation und Europa“-Verlags von Dehoust in Coburg sowie V-Mann des Amtes für Verfassungsschutz Thüringen –, Jörg Krautheim aus Gera und André Kapke aus Jena sowie weitere Aktivisten des Kameradschaftsnetzwerkes „Thüringer Heimatschutz“ (THS) teil, die den „Schutz der Veranstaltung“ übernommen hatten. Auch waren einige THSler, also das Umfeld des Nationalsozialistischen Untergrunds, selbst Mitglied der Burschenschaft „Jenensia“. Der von heftigen Protesten von Antifaschisten, Gewerkschaften und Kirchengemeinden begleitete Auftritt von Dehoust führte zu einem Eklat in der Universitätsstadt. Seit 2011 besteht die Burschenschaft Jenensia zu Jena nur noch aus der Altherrenschaft und ist damit vertagt.

### Seit 1999
Auf Druck der Alten Herren der Jenensia, unter denen mehrere Politiker der CDU und FDP waren, schieden elf aktive Burschen aus und gründeten am 14. Dezember 1999 die Burschenschaft Normannia zu Jena. Zu den Alten Herren gehört seit der Gründung Peter Dehoust. Als Festredner auf der Gründungsveranstaltung trat der rechtskonservative Politiker und ehemalige Berliner Innensenator Heinrich Lummer (CDU) auf. Die Normannia Jena war Mitglied in der Burschenschaftlichen Gemeinschaft.
Die Burschenschaft vertagte sich im Februar 2019. Allerdings fanden bereits im Ende 2019 bis Ende 2020 wieder vermehrt Veranstaltungen statt. Und spätestens seit Anfang 2022 ist die Normannia wieder aktiv.

## Verbindungshaus
Von 2002 bis 2006 verfügte die Burschenschaft über ein eigenes Verbindungshaus, die sogenannte Wilhelmsburg. Das Haus wurde im Juni 2002 von dem Jenaer Parteimitglied der Republikaner Wilhelm Tell erworben und dem Verein „Jenaische Burse e. V.“ zur Verfügung gestellt. Zu den Mitgliedern des Vereins gehörten Peter Dehoust, der ehemalige REP-Bundesvorstand Klaus Weinschenk, der Hauseigentümer Wilhelm Tell und der Landesvorsitzende der Thüringer REP, Heinz-Joachim Schneider, sowie Dirk Metzig als mittlerweile führendes Mitglied der Normannia. Die Studentenwohnungen werden unter anderem in dem bundesweit erscheinenden rechtsextremistischen Blatt „Nation und Europa“ per Anzeige angeboten. Im Frühjahr 2006 kündigte der Vermieter Tell der Burschenschaft aufgrund zahlreicher Attacken von mutmaßlichen Linksextremen. Die Burschenschaft nutzte seitdem regelmäßig das sogenannte Braune Haus in Alt-Lobeda für ihre Veranstaltungen.

## Einschätzung des Verfassungsschutzes

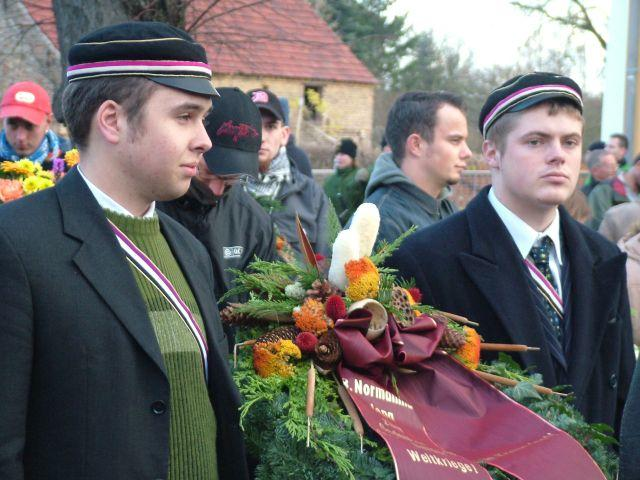
Vertreter der Burschenschaft in Couleur beim „Heldengedenken“ am 13. November 2004 in Halbe

Das Thüringer Landesamt für Verfassungsschutz bezeichnet die Burschenschaft Normannia zu Jena als „rechtsextremistisch ausgerichtet“ bzw. „Sammelbecken für rechtsextreme Studenten und Neonazis“. Allein die Zusammensetzung des Vereins „Jenaische Burse“ lässt nach Aussage des Amtes vermuten, dass hier ein Scharnier zwischen rechtskonservativen Studenten und der Thüringer Neonaziszene entstanden ist. Der Präsident des Landesamtes für Verfassungsschutz wertete die Gründung der Burschenschaft als „ein Zeichen für eine Intellektualisierung der rechtsextremen Szene.“ Der ehemalige Chef des Thüringer Verfassungsschutzes Helmut Roewer führte 2000 die Normannia als Beispiel für akademische Ansätze im thüringischen Neofaschismus an.
Der Sprecher Dirk Metzig war der Thüringer Polizei 2001 wegen „enger Kontakte zu Führungspersonen der rechten Szene“ aufgefallen. In dem Verbindungshaus lebten auch bekannte rechtsextreme Kader wie der ehemalige Geraer Liedermacher Martin Rocktäschel, der bereits in einem Bericht des Verfassungsschutzes namentlich Erwähnung fand.
Nach Auffassung der Landesregierung Thüringen vom 15. Juli 2009 liegen bei der Normannia „Anhaltspunkte für rechtsextremistische Bestrebungen vor“. Aufgrund ihrer Verbindungen zur rechtsextremistischen Szene stand die Burschenschaft Normannia Jena auch 2016 noch unter Beobachtung durch den Verfassungsschutz.
Laut den Kleinen Anfragen von 2023 und 2024 gilt die Normannia auch behördlich als rechtsextremistisch.